# Montfort Communauté
Die Montfort Communauté ist ein französischer Gemeindeverband mit der Rechtsform einer Communauté de communes im Département Ille-et-Vilaine in der Region Bretagne. Der Gemeindeverband wurde am 14. Dezember 1992 gegründet und besteht aus acht Gemeinden. Der Verwaltungssitz befindet sich im Ort Montfort-sur-Meu.

## Mitgliedsgemeinden
| Gemeinde            | Einwohner 1. Januar 2022 | Fläche km² | Dichte Einw./km² | Code INSEE | Postleitzahl |
| ------------------- | ------------------------ | ---------- | ---------------- | ---------- | ------------ |
| Bédée               | 4.571                    | 38,95      | 117              | 35023      | 35137        |
| Breteil             | 3.678                    | 14,70      | 250              | 35040      | 35160        |
| Iffendic            | 4.603                    | 73,66      | 62               | 35133      | 35750        |
| La Nouaye           | 357                      | 2,77       | 129              | 35203      | 35137        |
| Montfort-sur-Meu    | 6.767                    | 14,02      | 483              | 35188      | 35160        |
| Pleumeleuc          | 3.535                    | 19,51      | 181              | 35227      | 35137        |
| Saint-Gonlay        | 381                      | 9,26       | 41               | 35277      | 35750        |
| Talensac            | 2.530                    | 21,61      | 117              | 35331      | 35160        |
| Montfort Communauté | 26.422                   | 194,48     | 136              | –          | –            |